# .tz
.tz è il dominio di primo livello nazionale assegnato alla Tanzania.
Originariamente amministrato dalla Tanzania Communication Regulatory Authority (TCRA), nel 2006 è stata fondata l'organizzazione non a scopo di lucro Tanzania Network Information Centre Limited (TZNIC) per la gestione del dominio. Nel 2018 la TZNIC è stata sciolta e il controllo del dominio è tornato in mano alla TCRA.

## Domini di secondo livello
Sono disponibili i seguenti domini di secondo livello:
- .co.tz
- .or.tz
- .go.tz
- .ac.tz
- .ne.tz
- .mil.tz
- .sc.tz
- .me.tz
- .hotel.tz
- .info.tz
- .mobi.tz
- .tv.tz